# 유럽 펜싱 선수권 대회
유럽 펜싱 선수권 대회(영어: European Fencing Championships)는 유럽 펜싱 연맹이 주관하는 국가 대항 펜싱 대회이다. 1981년부터 1983년까지 1년 주기로 열리다가 중단되었으며, 1991년부터 다시 1년 주기로 열리고 있다.

## 역대 대회
| 횟수 | 연도 | 개최국     | 개최 도시      | 날짜             | 종목 수 |
| ---- | ---- | ---------- | -------------- | ---------------- | ------- |
| 1    | 1981 | 이탈리아   | 포자           | 11월 11일        | 4       |
| 2    | 1982 | 오스트리아 | 뫼들링         | 10월 29~11월 1일 | 4       |
| 3    | 1983 | 포르투갈   | 리스본         | 6월 30~7월 1일   | 4       |
| 4    | 1991 | 오스트리아 | 빈             | 10월 25~28일     | 10      |
| 5    | 1992 | 포르투갈   | 리스본         | 10월 19일        | 5       |
| 6    | 1993 | 오스트리아 | 린츠           | 10월 10일        | 5       |
| 7    | 1994 | 폴란드     | 크라쿠프       | 11월 8일~11일    | 5       |
| 8    | 1995 | 헝가리     | 케스트헤이     | 11월 5일         | 5       |
| 9    | 1996 | 프랑스     | 리모주         | 11월 5일         | 5       |
| 10   | 1997 | 폴란드     | 그단스크       | 11월 4일~9일     | 5       |
| 11   | 1998 | 불가리아   | 플로브디프     | 7월 1일~5일      | 10      |
| 12   | 1999 | 이탈리아   | 볼차노         | 6월 21일~27일    | 10      |
| 13   | 2000 | 포르투갈   | 푼샬           | 7월 1일~2일      | 12      |
| 14   | 2001 | 독일       | 코블렌츠       | 7월 3일~4일      | 12      |
| 15   | 2002 | 러시아     | 모스크바       | 7월 1일~7일      | 12      |
| 16   | 2003 | 프랑스     | 부르주         | 6월 27일~7월 3일 | 12      |
| 17   | 2004 | 덴마크     | 코펜하겐       | 7월 1일~2일      | 12      |
| 18   | 2005 | 헝가리     | 절러에게르세그 | 7월 1일~2일      | 12      |
| 19   | 2006 | 튀르키예   | 이즈미르       | 7월 1일~2일      | 12      |
| 20   | 2007 | 벨기에     | 헨트           | 7월 2일~3일      | 12      |
| 21   | 2008 | 우크라이나 | 키이우         | 7월 5일~6일      | 12      |
| 22   | 2009 | 불가리아   | 플로브디프     | 7월 17일~18일    | 12      |
| 23   | 2010 | 독일       | 라이프치히     | 7월 16일~22일    | 12      |
| 24   | 2011 | 영국       | 셰필드         | 7월 14일~19일    | 12      |
| 25   | 2012 | 이탈리아   | 레냐노         | 6월 15일~20일    | 12      |
| 26   | 2013 | 크로아티아 | 자그레브       | 6월 16일~21일    | 12      |
| 27   | 2014 | 프랑스     | 스트라스부르   | 6월 7일~14일     | 12      |
| 28   | 2015 | 스위스     | 몽트뢰         | 6월 5일~11일     | 12      |
| 29   | 2016 | 폴란드     | 토룬           | 6월 20일~25일    | 12      |
| 30   | 2017 | 조지아     | 트빌리시       | 6월 12일~17일    | 12      |
| 31   | 2018 | 세르비아   | 노비사드       | 6월 16일~21일    | 12      |
| 32   | 2019 | 독일       | 뒤셀도르프     | 6월 17일~22일    | 12      |
| 33   | 2020 | 벨라루스   | 민스크         | 취소             | 12      |
| 34   | 2021 | 불가리아   | 플로브디프     | 취소             | 12      |
| 35   | 2022 | 튀르키예   | 안탈리아       | 6월 1일~6일      | 12      |
| 36   | 2023 | 불가리아   | 플로브디프     | 6월 16일~18일    | 6       |
| 37   | 2024 | 스위스     | 바젤           | 6월 18일~23일    | 12      |
| 38   | 2025 | 이탈리아   | 제노바         |                  | 12      |
| 39   | 2026 | 에스토니아 | 탈린           |                  | 12      |

## 같이 보기
- 올림픽 펜싱
- 세계 펜싱 선수권 대회